# 前抚铁路
前抚铁路位于中国黑龙江省，该线起自福前铁路的前进镇站，经洪河站、前锋站、东二道河站、寒葱沟站、抚远东站至抚远站，远期预留车站6个。其中抚远东站为货运站，其余车站均办理客货运作业。抚远站取代前进镇站成为中国铁路最东的车站。前抚铁路为国铁II级单线。总投资22亿元。线路全长169.4公里，设计行车速度120千米每小时，限制坡度为4‰，内燃牵引，预留电气化条件。主要为黑龙江农垦建三江分局沿途洪河农场、前锋农场、二道河农场、前哨农场的提供粮食外运，抚远县也首次通行铁路。
前抚铁路于2009年8月开工，施工单位为中国铁建二十三局二公司前抚项目部、中铁二十二局哈尔滨铁路建设集团有限责任公司。施工主要挑战为湿地环保、高寒施工。路基土石方1069万方，大桥6座，中小桥30座，跨线公路桥11座，框架式桥42座，涵洞460座，房屋18000平方米。2011年1月28日全线铺通。2011年12月6日，前抚铁路正式开通货运；2012年12月18日正式开通客运。